# عبد السلام الهراس
عبد السلام الهرّاس (1930 - 20 فبراير 2015) هو باحث ومحقق ومفكر ومترجم وداعية مغربي، توزّع إنتاجه بين المقالة والتحقيق والترجمة. يعتبر أحد رواد العمل الإسلامي بالمغرب.

## مولده وتعليمه
وُلد بمدينة شفشاون شمال المغرب سنة 1349هـ الموافق لـ 1930م. درس الابتدائي والثانوي بمدينته ثم بالقرويين بفاس، ثم بالكلية الشرعية ببيروت بلبنان. كما عاش فترة بالقاهرة ودمشق، التقى خلالها بعبد الكريم الخطابي وغيره من كبار المصلحين في العالم العربي والإسلامي. وقد كان أحد تلاميذ المفكر الجزائري مالك بن نبي، حيث لقيه وأخذ عنه، وساهم في نشر أفكاره ورؤاه، وأشار على الدكتور عبد الصبور شاهين بترجمة كتبه لأهميتها.
حصل على الليسانس  من كلية دار العلوم (جامعة القاهرة) سنة 1958، والليسانس في الحقوق من جامعة محمد الخامس سنة 1961، ثم دكتوراه الدولة من كلية الآداب بجامعة مدريد سنة 1966.

## مناصبه
شغل منصب أستاذ جامعي بجامعة محمد الخامس، ثم بجامعة سيدي محمد بن عبد الله بفاس من سنة 1964 إلى 1997. كما كان أستاذا زائرا و محاضرا بجامعات، من بينها: جامعة الخليج العربي بالبحرين، حين حاضر في موضوع رجال الإصلاح «جمال الدين الأفغاني، ومحمد عبده، ومالك بن نبي»، وجامعة مدريد كلية الآداب بإسبانيا، وجامعة الإمام محمد بن سعود الإسلامية وغيرها.
شارك في أكثر من ثلاثين مؤتمرًا وندوة بالوطن العربي وبإفريقيا وأوروبا، كما أشرف على أكثر من خمسين دكتوراه وماجستير في الأدب الأندلسي، والفكر الإسلامي والدراسات الإسلامية.

## عضوياته
- عضو المجلس الأعلى للجامعة الإسلامية (عشر سنوات).
- عضو المجلس الأعلى العالمي للمساجد التابعة لرابطة العالم الإسلامي.
- عضو الهيئة الخيرية الإسلامية العالمية بالكويت.
- عضو بالاتحاد العالمي لعلماء المسلمين بقطر.
- عضو باتحاد كتاب المغرب.

## أعماله
تنوّعت أعماله بين تحقيقات لنوادر التراث، ومؤلفات ودراسات وأبحاث في موضوعات مختلفة. كما كان مجيدا للغة الإسبانية، وترجم عنها عدة قصائد وقطع وأبحاث أدبية.

### كتب
- 2004: الإسلام دين الوسطية والفضائل والقيم الخالدة، جامعة الإمام محمد بن سعود الإسلامية، الرياض
- 2005: الأندلس بين الاختبار والاعتبار: قصة سقوط الأندلس من الفتوح إلى النزوح، دار الأندلس الخضراء، السعودية
- 2010: سعادة المرأة في ظل الإسلام، دار السلام للطباعة والنشر والتوزيع والترجمة، القاهرة
- 2010: أبوبكر الصديق وإدارة الأزمات، دار السلام للطباعة والنشر والتوزيع والترجمة، القاهرة

### تحقيقات
- 1972: درر الشمط في السبط، تأليف ابن الأبار البيشي أبو عبد الله محمد بن أبي بكر، (بالاشتراك مع سعيد أحمد أعراب)، مطبعة كريماديس، تطوان
- 1980: أزهار الرياض في أخبار عياض، تأليف أحمد المقري التلمساني، تحقيق (بالاشتراك مع سعيد أحمد أعراب)، الرباط، اللجنة المشتركة لنشر التراث الإسلامي بين حكومة المملكة المغربية ودولة الإمارات العربية المتحدة
- 1985: ديوان ابن الأبار، تحقيق، الدار التونسية، تونس، ونشرته أيضا وزارة الأوقاف والشؤون الإسلامية بالمغرب سنة 1999
- 1993: صلة الصلة، لابن الزبير الغرناطي، تحقيق (بالاشتراك مع سعيد أحمد أعراب)، وزارة الأوقاف والشؤون الإسلامية بالمغرب
- 1995: التكملة لكتاب الصلة، لابن الأبار الأندلسي، تحقيق، دار الفكر للطباعة، لبنان

### ترجمات
- 1963: العيون البكر، لبيكير غوستان أدولن، دعوة الحق، العدد 3، دجنبر.

## وفاته
توفي عبد السلام الهراس يوم الجمعة 20 فبراير 2015 بمدينة فاس.